# 艾文角
艾文角（英語：Cape Irwyn），是南極洲的海岬，位於杜費克海岸，處於奧拉夫王子山脈山腳，是利利山脈的北端，由新西蘭探險隊命名，現時由南極條約體系管理。